# Hymenophyllum notabile
Hymenophyllum notabile är en hinnbräkenväxtart som beskrevs av Fée. Hymenophyllum notabile ingår i släktet Hymenophyllum och familjen Hymenophyllaceae. Inga underarter finns listade.